# Nuoto ai campionati europei di nuoto 2020 - 50 metri dorso femminili
La specialità dei 50 metri dorso femminili  dei campionati europei di nuoto 2020 si è svolta il 18 e 19 maggio 2021 presso la Duna Aréna di Budapest.

## Podio
| Pos.    | Atleta          | Nazione     |
| ------- | --------------- | ----------- |
| Oro     | Kira Toussaint  | Paesi Bassi |
| Argento | Kathleen Dawson | Regno Unito |
| Bronzo  | Maaike de Waard | Paesi Bassi |

## Record
Prima della manifestazione il record del mondo (RM), il record europeo (EU) e il record dei campionati (RC) erano i seguenti.
|  | 26"98 | Liu Xiang      | 21 agosto 2018 Jakarta   |
|  | 27"10 | Kira Toussaint | 10 aprile 2021 Eindhoven |
|  | 27"21 | Georgia Davies | 4 agosto 2018 Glasgow    |

## Risultati

### Batterie
| Pos. | Batteria | Corsia | Atleta                  | Nazionalità        | Tempo | Note |
| ---- | -------- | ------ | ----------------------- | ------------------ | ----- | ---- |
| 1    | 6        | 6      | Kathleen Dawson         | Regno Unito        | 27"29 | Q    |
| 2    | 6        | 4      | Kira Toussaint          | Paesi Bassi        | 27"60 | Q    |
| 3    | 4        | 4      | Maaike de Waard         | Paesi Bassi        | 27"84 | Q    |
| 4    | 5        | 4      | Anastasia Fesikova      | Russia             | 27"86 | Q    |
| 5    | 6        | 3      | Mimosa Jallow           | Finlandia          | 27"97 | Q    |
| 6    | 6        | 5      | Caroline Pilhatsch      | Austria            | 28"02 | Q    |
| 7    | 6        | 7      | Ingeborg Løyning        | Norvegia           | 28"05 | Q    |
| 7    | 4        | 3      | Alicja Tchórz           | Polonia            | 28"05 | Q    |
| 9    | 5        | 2      | Cassie Wild             | Regno Unito        | 28"11 | Q    |
| 10   | 5        | 6      | Nina Kost               | Svizzera           | 28"27 | Q    |
| 11   | 5        | 5      | Silvia Scalia           | Italia             | 28"28 | Q    |
| 12   | 4        | 5      | Simona Kubová           | Rep. Ceca          | 28"30 | Q    |
| 13   | 6        | 2      | Margherita Panziera     | Italia             | 28"31 | Q    |
| 14   | 4        | 2      | Anastasija Škurdaj      | Bielorussia        | 28"33 | Q    |
| 15   | 4        | 7      | Theodora Drakou         | Grecia             | 28"39 | Q    |
| 16   | 5        | 3      | Julie Kepp Jensen       | Danimarca          | 28"40 | Q    |
| 17   | 6        | 1      | Tessa Giele             | Paesi Bassi        | 28"44 |      |
| 18   | 5        | 7      | Rafaela Azevedo         | Portogallo         | 28"46 |      |
| 19   | 6        | 8      | Katalin Burián          | Ungheria           | 28"47 |      |
| 20   | 3        | 2      | Ekaterina Avramova      | Turchia            | 28"57 |      |
| 21   | 4        | 6      | Costanza Cocconcelli    | Italia             | 28"60 |      |
| 22   | 5        | 8      | Fanny Teijonsalo        | Finlandia          | 28"64 |      |
| 23   | 4        | 8      | Mireia Pradell          | Spagna             | 28"69 |      |
| 24   | 4        | 0      | Hanna Rosvall           | Svezia             | 28"73 |      |
| 25   | 5        | 9      | Nina Stanisavljević     | Serbia             | 28"78 |      |
| 26   | 5        | 0      | Anastasiya Kuliashova   | Bielorussia        | 28"79 |      |
| 27   | 5        | 1      | Carlotta Zofkova        | Italia             | 28"83 |      |
| 28   | 6        | 0      | Jade Smits              | Belgio             | 28"85 |      |
| 29   | 2        | 7      | Selen Özbilen           | Turchia            | 28"96 |      |
| 30   | 6        | 9      | Ugnė Mažutaitytė        | Lituania           | 29"05 |      |
| 31   | 4        | 9      | Sara Junevik            | Svezia             | 29"16 |      |
| 32   | 3        | 9      | Janja Segel             | Slovenia           | 29"21 |      |
| 33   | 3        | 3      | Lena Grabowski          | Austria            | 29"24 |      |
| 33   | 4        | 1      | Nadine Lämmler          | Germania           | 29"24 |      |
| 35   | 2        | 3      | Tatiana Salcuțan        | Moldavia           | 29"27 |      |
| 36   | 3        | 5      | Zuzanna Herasimowicz    | Polonia            | 29"32 |      |
| 37   | 3        | 7      | Jenny Mensing           | Germania           | 29"37 |      |
| 38   | 3        | 6      | Gerda Szilágyi          | Ungheria           | 29"39 |      |
| 39   | 3        | 1      | Aviv Barzelay           | Israele            | 29"42 |      |
| 40   | 2        | 4      | Steingerður Hauksdóttir | Islanda            | 29"43 |      |
| 41   | 2        | 8      | Eszter Szabó-Feltóthy   | Ungheria           | 29"70 |      |
| 42   | 1        | 4      | Teresa Ivanová          | Slovacchia         | 29"84 |      |
| 43   | 2        | 5      | Signhild Joensen        | Fær Øer            | 29"89 |      |
| 44   | 2        | 2      | Tamara Potocká          | Slovacchia         | 29"93 |      |
| 45   | 2        | 0      | Ida Liljeqvist          | Svezia             | 29"96 |      |
| 46   | 1        | 2      | Ieva Maļuka             | Lettonia           | 30"00 |      |
| 47   | 3        | 0      | Gabriela Georgieva      | Bulgaria           | 30"05 |      |
| 48   | 2        | 6      | Laura Bernat            | Polonia            | 30"14 |      |
| 49   | 3        | 8      | Emma Marušáková         | Slovacchia         | 30"71 |      |
| 50   | 2        | 9      | Mia Blazevska Eminova   | Macedonia del Nord | 30"77 |      |
| 51   | 1        | 5      | Nicola Muscat           | Malta              | 30"96 |      |
| 52   | 1        | 3      | Eda Zeqiri              | Kosovo             | 31"29 |      |
| 53   | 1        | 6      | Jona Beqiri             | Kosovo             | 32"31 |      |
|      | 2        | 1      | Mónica Ramírez          | Andorra            | dq    |      |

### Semifinali
| Pos. | Batteria | Corsia | Atleta              | Nazionalità | Tempo | Note |
| ---- | -------- | ------ | ------------------- | ----------- | ----- | ---- |
| 1    | 2        | 4      | Kathleen Dawson     | Regno Unito | 27"19 | Q    |
| 2    | 1        | 4      | Kira Toussaint      | Paesi Bassi | 27"22 | Q    |
| 3    | 1        | 5      | Anastasia Fesikova  | Russia      | 27"69 | Q    |
| 3    | 2        | 5      | Maaike de Waard     | Paesi Bassi | 27"69 | Q    |
| 5    | 1        | 3      | Caroline Pilhatsch  | Austria     | 27"81 | q    |
| 6    | 2        | 3      | Mimosa Jallow       | Finlandia   | 27"93 | q    |
| 7    | 2        | 2      | Cassie Wild         | Regno Unito | 27"98 | q    |
| 8    | 1        | 8      | Julie Kepp Jensen   | Danimarca   | 28"01 | qSO  |
| 8    | 2        | 6      | Alicja Tchórz       | Polonia     | 28"01 | qSO  |
| 10   | 2        | 1      | Margherita Panziera | Italia      | 28"04 |      |
| 11   | 1        | 6      | Ingeborg Løyning    | Norvegia    | 28"06 |      |
| 12   | 2        | 7      | Silvia Scalia       | Italia      | 28"24 |      |
| 13   | 1        | 2      | Nina Kost           | Svizzera    | 28"30 |      |
| 14   | 2        | 8      | Theodora Drakou     | Grecia      | 28"46 |      |
| 15   | 1        | 7      | Simona Kubová       | Rep. Ceca   | 28"52 |      |
| 16   | 1        | 1      | Anastasija Škurdaj  | Bielorussia | 29"16 |      |

#### Swim-off
| Pos. | Corsia | Atleta            | Nazionalità | Tempo | Note |
| ---- | ------ | ----------------- | ----------- | ----- | ---- |
| 1    | 4      | Julie Kepp Jensen | Danimarca   | 28"01 | q    |
| 2    | 5      | Alicja Tchórz     | Polonia     | 28"20 |      |

### Finale
| Pos.    | Corsia | Atleta             | Nazionalità | Tempo | Note |
| ------- | ------ | ------------------ | ----------- | ----- | ---- |
| Oro     | 5      | Kira Toussaint     | Paesi Bassi | 27"36 |      |
| Argento | 4      | Kathleen Dawson    | Regno Unito | 27"46 |      |
| Bronzo  | 6      | Maaike de Waard    | Paesi Bassi | 27"74 |      |
| 4       | 1      | Cassie Wild        | Regno Unito | 27"85 |      |
| 5       | 3      | Anastasia Fesikova | Russia      | 27"90 |      |
| 6       | 8      | Julie Kepp Jensen  | Danimarca   | 28"01 |      |
| 7       | 7      | Mimosa Jallow      | Finlandia   | 28"16 |      |
|         | 2      | Caroline Pilhatsch | Austria     | dq    |      |